# Åkerströms naturreservat
Åkerström är ett naturreservat beläget i Naglums socken i Trollhättans kommun. Det är ett bördigt, kuperat landskap som sluttar ner mot Göta älv. Mestadels är reservatet hagmark med uppstickande berghällar klädda med barrskog som ger vyer över Göta älvdalen. I övre delen av reservater dominerar barrskog, ner mot älven dominerar lövträd såsom ask, lind, hassel och björk.
Nedre delen av Åkerström är ängsmark där djur betar om sommaren.

## Historik
Människans närvaro har haft påverkan på Åkerström i över tusen år. På bergen finns domarringar från järnåldern. Det finns en vandringsled genom Åkerström som användes redan på vikingatiden.
Den 7 oktober 1648 drabbades Åkerström av en av landets största naturkatastrofer. Det inträffade ett lerskred som var så mäktigt att det dämde upp hela älven. Skredet drog med sig åkrar, träd, ängar, skog och hus och detta orsakade enorma flodvågor som svepte med sig människor och byggnader längs älven. Enligt olika källor omkom mellan 85 och 127 människor.

## Djurliv
Det varierande klimatet mellan nedre och övre Åkerström gör att många olika djurarter trivs. I den övre delen där det finns tät skog finns älgar och rådjur. I spillningen från djuren kan insekter såsom skalbaggar hitta föda. I nedre Åkerström, där klimatet är fuktigare, förekommer bäver. När bävern gnager på ett större träd gnager den endast igenom 2/3 delar av stammen vilket ger föda för många smådjur.

## Se också
- Jordfallet vid Åkerström
- Rosenberg och Åkerström